# 大分県道・福岡県道113号中津豊前線
大分県道・福岡県道113号中津豊前線（おおいたけんどう・ふくおかけんどう113ごう なかつぶぜんせん）は、大分県中津市から福岡県豊前市に至る一般県道である。

## 概要
大分県中津市豊田町から福岡県豊前市大字四郎丸に至る。大分県側は全線4車線である。福岡県側は全線2車線となる。

### 路線データ
- 起点：大分県中津市豊田町（豊陽交差点、国道212号起点、国道213号終点）
- 終点：福岡県豊前市大字四郎丸（豊前市舟入交差点、国道10号交点）
- 実延長：9.4 km[注釈 1]

## 歴史
国道10号の区域変更の当初は、終点から吉富町広津までが福岡県道113号となり、この時点では大分県側はまだ国道10号であった。

### 年表
- 2004年（平成16年）7月 - 中津市内の国道10号が国道213号の単独指定に変更された折、残存区間が大分県道113号となった。
- 2006年（平成18年）8月現在、豊前・中津の両県土木事務所が管轄している実延長区間は、あわせて9.4 km[注釈 1]となっている。

## 路線状況

### 道路施設

#### 橋梁
- 大分県
  - 山国大橋（山国川、中津市 - 福岡県築上郡吉富町）
- 福岡県
  - 佐井川橋（佐井川、築上郡吉富町）
  - 園川橋（足無橋、豊前市）
  - 八尋橋（城根川、豊前市）
  - すずかわばし（鈴子川、豊前市）
  - 中川橋（中川、豊前市）

## 地理

### 通過する自治体
- 大分県
  - 中津市
- 福岡県
  - 築上郡吉富町
  - 豊前市

### 交差する道路
| 交差する道路                                                                                 | 都道府県名 | 市町村名 | 市町村名 | 交差する場所 | 交差する場所            |
| -------------------------------------------------------------------------------------------- | ---------- | -------- | -------- | ------------ | ----------------------- |
| 国道212号 国道213号                                                                          | 大分県     | 中津市   | 中津市   | 豊田町       | 豊陽交差点 / 起点       |
| 大分県道23号中津高田線 福岡県道・大分県道110号東下中津線                                     | 大分県     | 中津市   | 中津市   | 豊田町       | 中津市豊田交差点        |
| 福岡県道・大分県道16号吉富本耶馬渓線 大分県道・福岡県道109号福土吉富線 福岡県道221号吉富港線 | 福岡県     | 築上郡   | 吉富町   | 大字広津     | 吉富町広津交差点        |
| 福岡県道221号吉富港線 / バイパス 福岡県道226号山内吉富線                                     | 福岡県     | 築上郡   | 吉富町   | 大字広津     | 直江東交差点            |
| 大分県道・福岡県道108号中津吉富線                                                            | 福岡県     | 築上郡   | 吉富町   | 大字広津     | 吉富町直江交差点        |
| 福岡県道227号鬼木三毛門線                                                                    | 福岡県     | 豊前市   | 豊前市   | 大字恒富     | 豊前市恒富交差点        |
| 福岡県道32号犀川豊前線                                                                       | 福岡県     | 豊前市   | 豊前市   | 大字八屋     | 豊前市東八屋交差点      |
| 福岡県道207号宇島停車場線                                                                    | 福岡県     | 豊前市   | 豊前市   | 大字八屋     | 宇島駅前交差点          |
| 福岡県道222号宇島港線                                                                        | 福岡県     | 豊前市   | 豊前市   | 大字八屋     | 発電所入口交差点        |
| 福岡県道230号中畑八屋線                                                                      | 福岡県     | 豊前市   | 豊前市   | 大字八屋     | 豊前市前川交差点        |
| 福岡県道230号中畑八屋線 / バイパス                                                           | 福岡県     | 豊前市   | 豊前市   | 大字八屋     | 能徳団地入口交差点      |
| 国道10号                                                                                     | 福岡県     | 豊前市   | 豊前市   | 大字四郎丸   | 豊前市舟入交差点 / 終点 |

### 沿線
- 中津市立豊田小学校
- 大分県立中津南高等学校
- JR九州日豊本線
  - 中津駅 - 吉富駅 - 三毛門駅 - 宇島駅 - 豊前松江駅
- 吉富町立吉富小学校
- 吉富町立吉富中学校
- 九州電力豊前火力発電所
- 福岡県立青豊高等学校
- 豊前市立宇島小学校
- 豊前市立八屋小学校
- 道の駅豊前おこしかけ（終点付近）